# Oceanografia

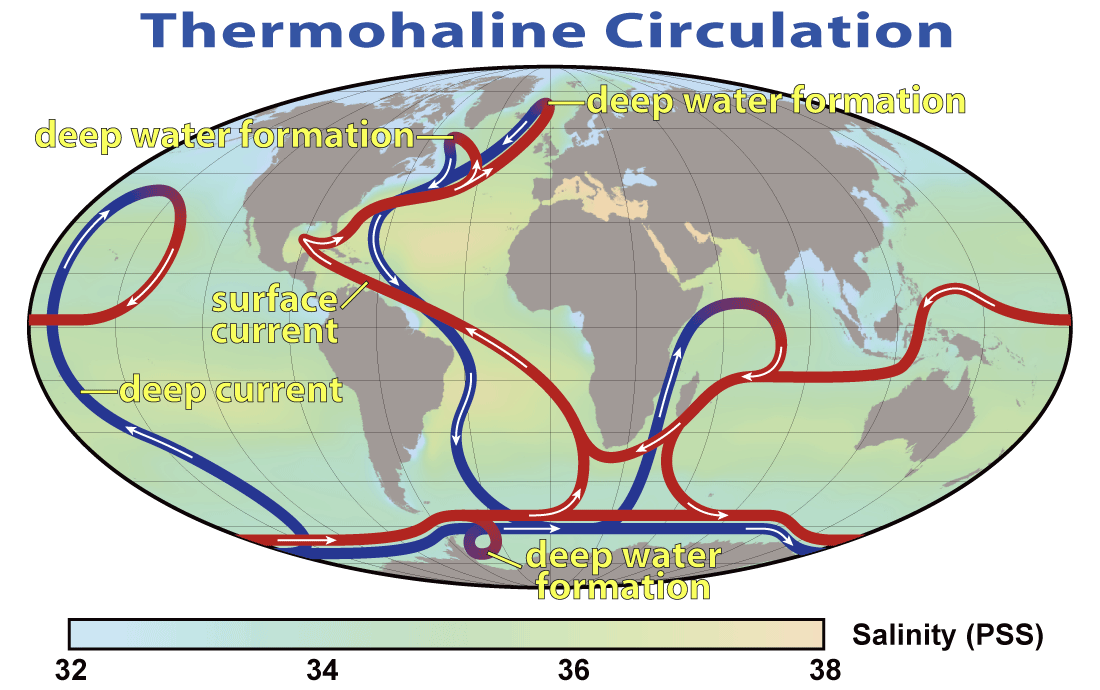
Circolazione termoalina

L'oceanografia (termine composto dalle parole greche ωκεανός ("oceano") e γράφω ("scrivere"), detta anche "oceanologia" o "scienza del mare") è la branca delle scienze della terra che studia gli oceani, con particolare riguardo ai processi fisici, chimici, geologici e biologici che in essi avvengono.

## Storia

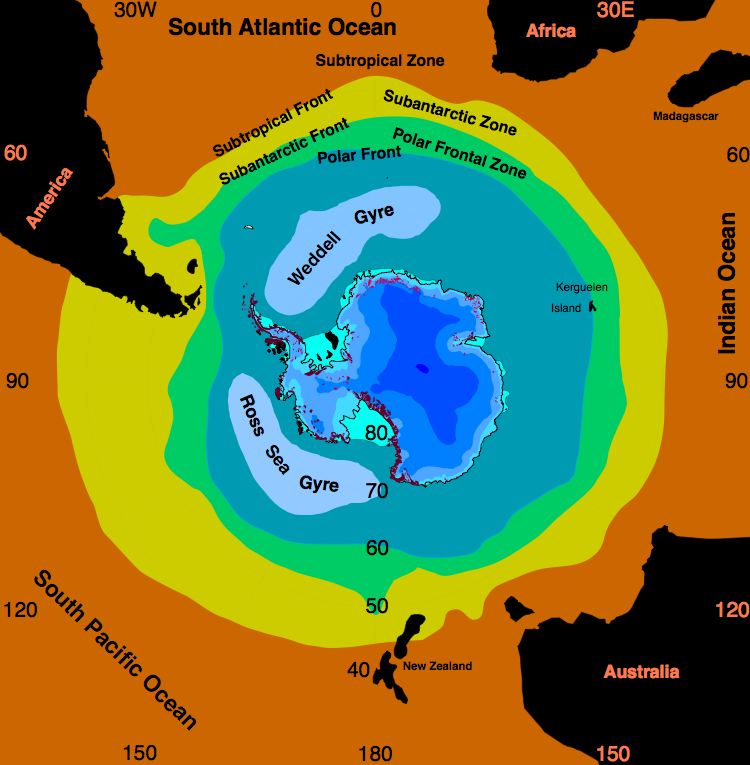
Sistemi oceanografici dell'emisfero australe

Nonostante già gli antichi greci si interessassero dello studio del Mar Mediterraneo, si può individuare nell'anno 1872 la nascita dell'oceanografia moderna, intesa come scienza, quando Sir Charles Wyville Thomson e Sir John Murrey partirono per la Spedizione Challenger (1872-76). 
Intorno a quel periodo diverse nazioni si resero conto dell'importanza di investire nello studio degli oceani, anche per l'importanza che rivestivano per il commercio via mare. Varie nazioni promossero spedizioni, sia di privati che di istituzioni, e furono creati istituti dedicati allo studio dell'oceanografia. La prima organizzazione internazionale di oceanografia fu ideata nel 1901 e denominata Consiglio internazionale per l'esplorazione del mare.
Più tardi, nel 1966, il Congresso degli Stati Uniti creò il Consiglio nazionale per le risorse marine e lo sviluppo ingegneristico, che fu incaricato di esplorare e studiare tutti gli aspetti dell'oceanografia. Inoltre il Fondo nazionale per la scienza garantisce fondi per chi decide di fare ricerche in tale campo.
Nel 1978 l'introduzione del Coastal Zone Color Scanner ha marcato l'inizio dello studio delle masse d'acqua tramite telerilevamento, che ha permesso per esempio di mappare l'evoluzione stagionale del fitoplancton in modo globale e rapido senza contare su una frammentaria aggregazione di dati raccolti in situ. Nel corso dei successivi decenni alle operazioni in nave si sono aggiunte reti di calibrazione, validazione e raccolta dati tramite boe ormeggiate.
In Italia la prima cattedra di Oceanografia è stata istituita nel 1950 presso l'Istituto universitario navale di Napoli, oggi Università Parthenope, ed era tenuta da Giuseppina Aliverti, membro dell'Accademia dei lincei e dell'Accademia pontaniana nonché grande ufficiale al merito della Repubblica.

## Ambiti

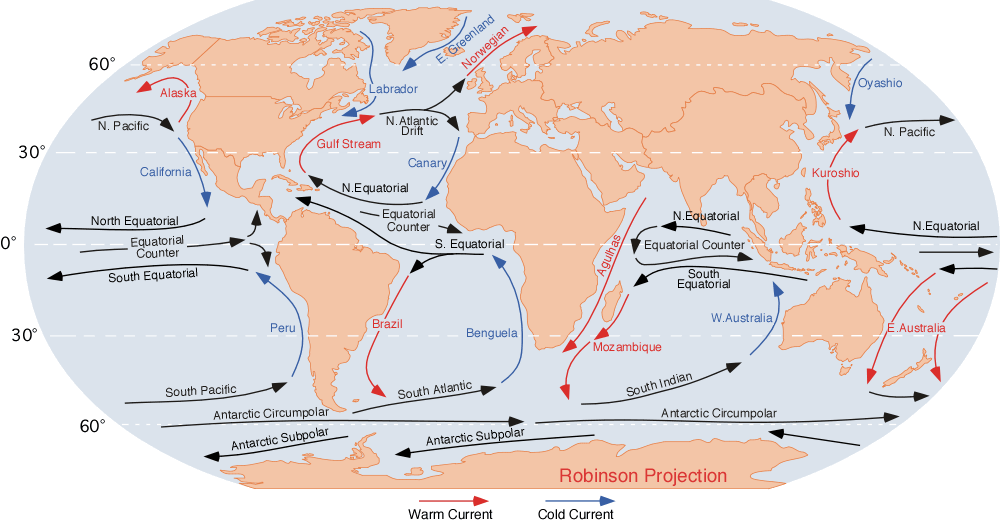
Mappa delle Correnti oceaniche

Essa comprende cinque discipline principali, che insieme contribuiscono alla conoscenza della dinamica delle grandi masse di acqua presenti sul nostro pianeta:
- Geologia marina - include la tettonica a zolle e altri studi dei fondali oceanici.
- Oceanografia fisica - si occupa delle proprietà fisiche dell'oceano, per esempio delle correnti e della circolazione termoalina.
- Oceanografia chimica - lo studio della chimica dell'oceano, con particolare attenzione ai cicli degli elementi chimici
- Oceanografia biologica - lo studio della flora e della fauna degli oceani.
- Oceanografia meteorologica - lo studio di come l'atmosfera terrestre interagisce con l'oceano (ad es. tramite moto ondoso e evaporazione dell'acqua).